# Katedrála svatého Fronta
Katedrála v Périgueux (francouzsky Cathédrale Saint-Front) je římskokatolická katedrála v Périgueux ve francouzském departementu Dordogne. Kostel povýšil v roce 1897 papež Lev XIII. na papežskou basiliku minor.
Jako součást poutnické cesty do Santiaga de Compostela je od roku 1998 na seznamu světového dědictví UNESCO.

## Dějiny
Katedrála je zasvěcena svatému Frontovi z Périgueux, který v 1. století působil jako misionář v Dordogne. Na jeho počest vznikl v 6. století kostel, který se stal poutním místem. V 11. století zde bylo velké opatství, které se staralo o poutníky. Ve 12. století byly budovy opatství i kostela válkami tak poškozené, že byly zbourány a nahrazeny dnešní katedrálou, jejíž dokončení se datuje do roku 1170.
Katedrála je směsí románského a byzantského stylu. Má tvar řeckého kříže. Je zastřešená pěti kupolemi s průměrem 13 metrů, čímž připomíná baziliku sv. Marka v Benátkách. V 14. století bylo zbouráno vnější schodiště na východní straně a na jeho místě vybudována apsida v gotickém stylu. V západním křídle jsou dvě pohřební kaple, severní pravděpodobně z 13. a jižní z 9. století. Na ni navazuje ambit původního kláštera.
V letech 1852 až 1895 katedrálu nepříliš citlivě restauroval architekt Paul Abadie, který později navrhl baziliku Sacré-Cœur v Paříži.

### Galerie

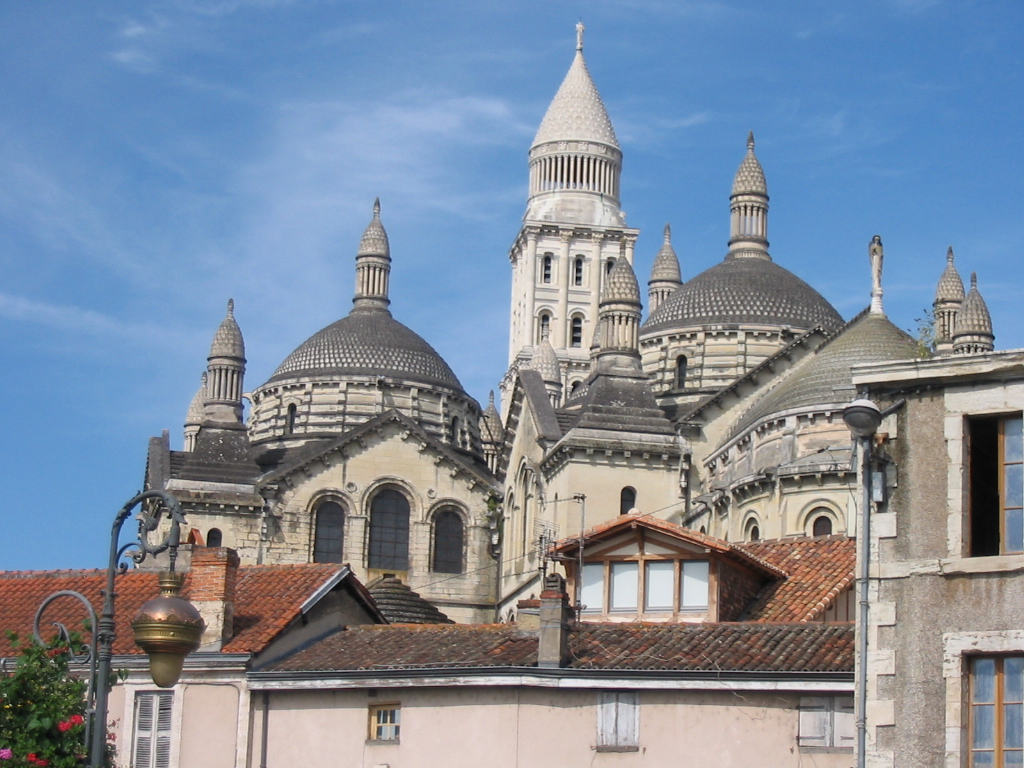
Celkový pohled od východu
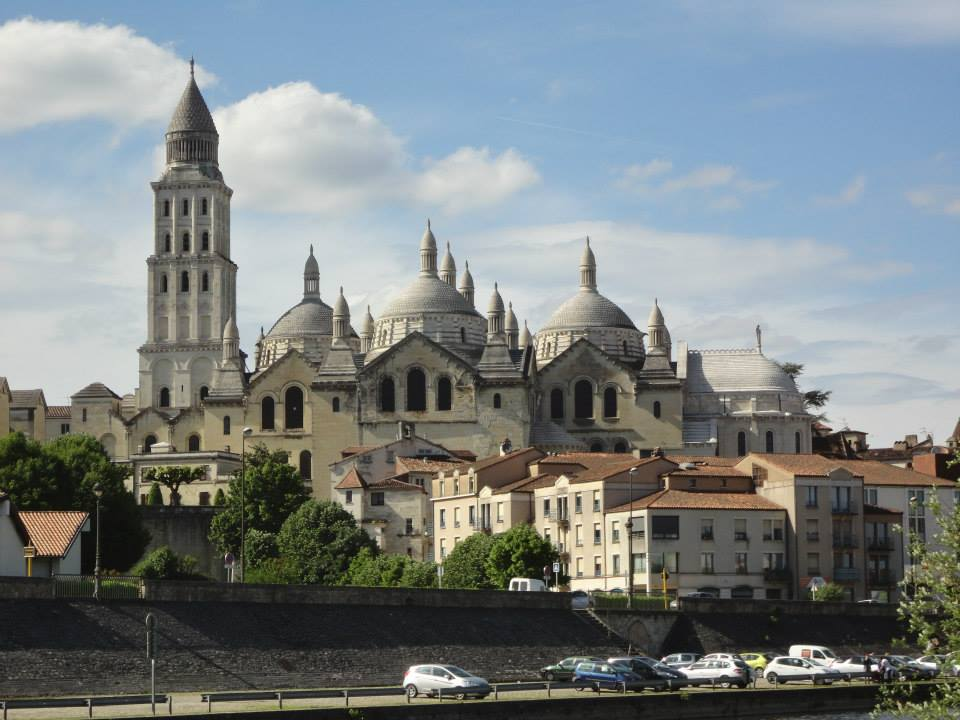
Celkový pohled od jihu
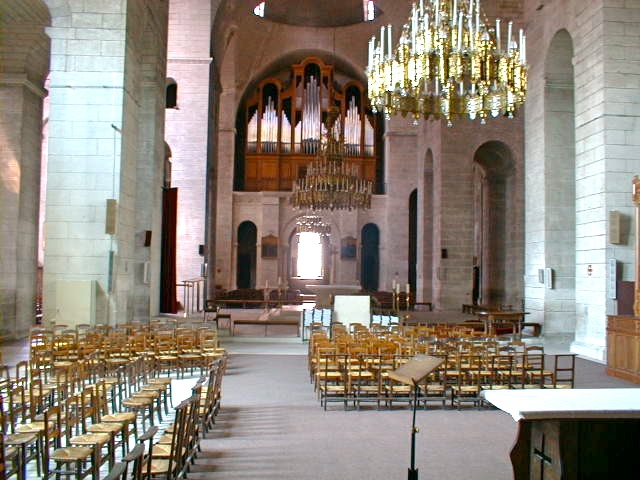
Interiér a varhany
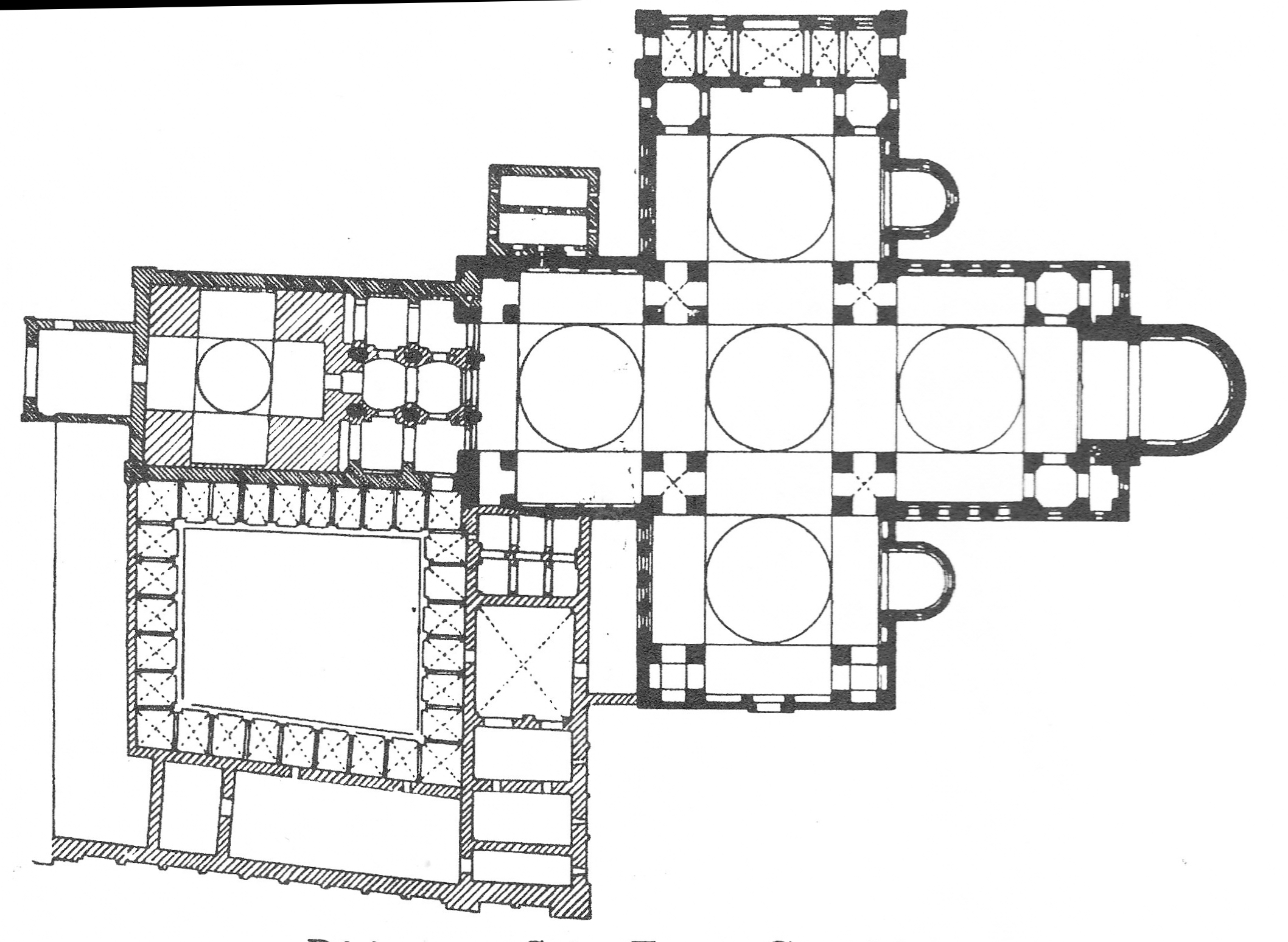
Půdorys kostela
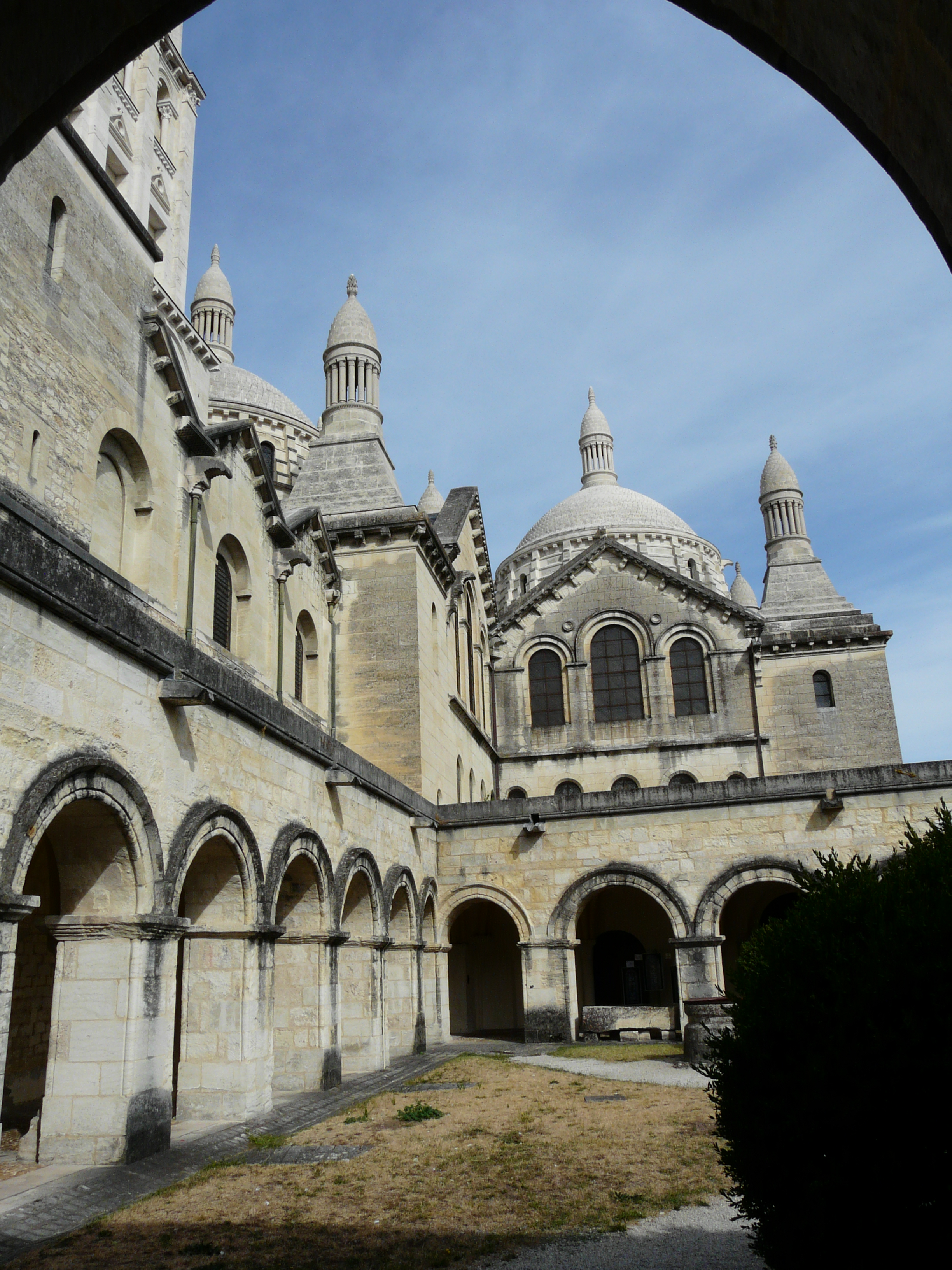
Rajský dvůr